# Бычков, Павел Афанасьевич
Па́вел Афана́сьевич Бычко́в (15 (27) декабря 1886, с. Большой Азясь, Пензенская губерния, Российская империя — 29 июля 1974, Москва, РСФСР, СССР) — российский лыжник.
Заслуженный мастер спорта СССР (1948). Один из пионеров лыжного спорта в России, первый чемпион России по лыжным гонкам. Выступал за Москву.
Основные спортивные достижения (гонка на 30 вёрст, в 1914 — 27 вёрст):
- чемпион России 1910, 1911;
- серебряный призёр чемпионата России 1912, 1914;
- бронзовый призёр чемпионата России 1913.

## Биография
Родился в многодетной крестьянской семье; был подпаском и пастухом. В 18 лет по вербовке поехал в Москву, где работал на земляных работах на строительстве Московской окружной железной дороги, затем — возчиком завода фруктовых вод; был безработным. Затем стал дворником у домовладельца Скуйе, чьи сыновья Василий и Иван входили в число лучших лыжников Москвы.
Начал кататься на самодельных лыжах. По рекомендации братьев был допущен на первенство Москвы — 15 февраля 1909 года в гонке на 25 вёрст занял 3-е место (бежал на лыжах, взятых напрокат). После этого достижения был приглашён в клуб, проводивший первенство Москвы — Общество любителей лыжного спорта (ОЛЛС), за которое и выступал в дальнейшем.
7 февраля 1910 года состоялся первый чемпионат России. Гонку выиграл Бычков (2:26.47 — второго опередил на 2,5 минуты). После гонки результат был опротестован: согласно правилам, «учителя гимнастики, фехтования и лица, занимающиеся физическим трудом, считаются профессионалами, и не могут соревноваться с любительской аудиторией». Вначале Бычков был признан профессионалом, но вскоре это решение было отменено.
Через год, 13 февраля 1911 года, Бычков вновь выиграл (2:59.14,6 — второго, Ивана Скуйе, опередил на 9 минут; низкие результаты объясняются оттепелью), а в 1912 году проиграл Александру Немухину. Чемпион Москвы 1912, 1913.
В 1913 году вместе с Александром Немухиным дебютировал на международных соревнованиях — Северных играх в Стокгольме, где они приняли участие в гонках на 30 км и 20 км. Как позже рассказывал Бычков, поездка показала: в технике ходьбы они не уступали скандинавским гонщикам, серьёзное отставание было в креплениях и мазях (после поездки Бычков сам стал варить лыжные мази для команды ОЛЛС).
Участник Первой мировой войны. Во время Гражданской войны — инструктором военно-лыжной подготовки Всевобуча.
В 1918—1936 годах работал составителем поездов на станции Москва-Пассажирская; затем — служащим в Военторге.
Умер 29 июля 1974 года в Москве. Похоронен на Пятницком кладбище Москвы.